# ТЕЦ Алтай-кокс
53°41′0″ пн. ш. 84°59′22″ сх. д. / 53.68333° пн. ш. 84.98944° сх. д.
ТЕЦ Алтай-кокс — теплова електростанція у Алтайському краї Росії.
ТЕЦ діє у складі коксохімічного заводу, технологічний процес якого забезпечує її головним паливом — коксовим газом. Допоміжним паливом є мазут.
В 1981, 1982, 1985 та 1995 роках на майданчику ТЕЦ ввели в дію чотири парові котли виробництва Барнаульського котельного заводу — два типу БКЗ-320-140ГМ7 продуктивністю по 320 тонн пари на годину та два типу БКЗ-420-140НГМ4 продуктивністю по 320 тонн пари на годину. Вони, зокрема, живлять три парові турбіни від Ленінградського металічного заводу:
- дві введені в 1981 та 1982 роках типу ПТ-60-130/13 потужністю по 60 МВт;
- одну запущену в 1987-му типу ПТ-80-130/13 потужністю 80 МВт.[1][2][3]